# Njuscha Wladimirowna Schurotschkina

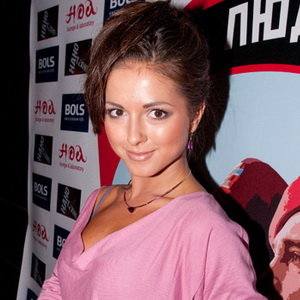
Njuscha Schurotschkina, 2011

Njuscha Wladimirowna Schurotschkina (russisch Нюша Владимировна Шурочкина, auch Nyusha transkribiert, eigentlich Анна Владимировна Шурочкина, Anna Wladimirowna Schurotschkina; * 15. August 1990 in Moskau) ist eine russische Sängerin.

## Biografie

### 1990–2006: Kindheit und Jugend
Njusha wuchs in einer musikalischen Familie auf. Ihr Vater, Wladimir Wjatscheslawowitsch Schurotschkin, war ein ehemaliges Mitglied der Band Laskowy Mai (Ласковый май). Auch ihre Mutter, Irina Schurotschkina, war im Musikbereich tätig, wenn auch nur in einer Rockband in ihrer Jugend. 1993, als Anna Schurotschkina zwei Jahre alt war, trennten sich ihre Eltern. Sie wohnte von dort an bei ihrer Mutter und pflegte ein weiterhin gutes Verhältnis zu ihrem Vater. Njusha war mit fünf Jahren zum ersten Mal im Tonstudio, wo sie Песенка большой медведицы aufnahm. Mit elf Jahren begann Anna, in einer Band namens „Гризли“ (Grizli) zu singen. Später ging die Band auch auf Tour in Russland und Deutschland. Mit 17 Jahren änderte sie ihren Namen von „Anna“ zu „Njusha“.

### 2007–2009: Beginn ihrer Karriere
2007 gewann Anna die Musikshow СТС. Im Jahr 2008 nahm Njusha am bekannten internationalen Musik Wettbewerb „Новая волна“ teil, wo sie den siebten Rang belegte. Sie schrieb auch den Schlusssong der Heldin in der russisch synchronisierten Fassung  des Filmes Verwünscht. Im Jahre 2009 veröffentlichte sie dann ihre erste Single, die den Namen Вою на луну (Woju na lunu, Heul den Mond an) trägt. Er erhielt den Preis „Song of the Year – 2009“. Zwar war es nicht der große Durchbruch, aber dennoch verschaffte sie sich Aufmerksamkeit im Musikbusiness. Beim Konzert anlässlich der „Europa Plus Live 2009“ stellte sie ihre neuen Lieder, Engel auf Russisch und das englischsprachige Why?, vor.

### 2010–2011: Debütalbum
2010 brachte Njusha die Single Не перебивай heraus. Das Lied wurde zum beliebtesten russischsprachigen Hit im  April 2010. Die Sängerin wurde für den Preis Muz-TV 2010 in der Kategorie „Durchbruch des Jahres“ nominiert. Im Lauf des Jahres 2010 veröffentlichte sie die Single Выбирать чудо (Choosing a Miracle). Am 11. November 2010 veröffentlichte sie ihr Debütalbum Vybirat tjudo (Выбирать чудо).

## Diskografie

### Alben
- 2010: Выбирать Чудо
- 2014: Объединение
- 2020: Solaris Es

### Singles (Auswahl)
| - 2010: Выше - 2010: Выбирать Чудо - 2010: Больно - 2010: Не Перебивай - 2010: Вою На Луну - 2012: Воспоминание - 2013: Наедине - 2014: Цунами - 2014: Только - 2015: Где ты, там я | - 2016: Алматы Түні (mit Kairat Nurtas) - 2016: Целуй - 2016: Тебя любить - 2018: Таю - 2018: Goalie Goalie (mit Arash, Pitbull & Blanco) - 2019: Между нами (mit Artem Kacher) - 2020: Mr. & Mrs. Smith (mit Egor Kreed) - 2021: Грязные танцы (mit LSP) - 2021: Небо знает - 2024: Bella Hadid (mit Rakhim) |